# Fulvio Riccieri
Fulvio Francesco Riccieri (Perugia, 21 aprile 1862 – Duino, 22 giugno 1917) è stato un generale italiano, comandante della Brigata Puglie nel corso della prima guerra mondiale, decorato con la Croce di Cavaliere dell'Ordine militare di Savoia, una Medaglia d'argento al valor militare e una Croce al merito di guerra.

## Biografia

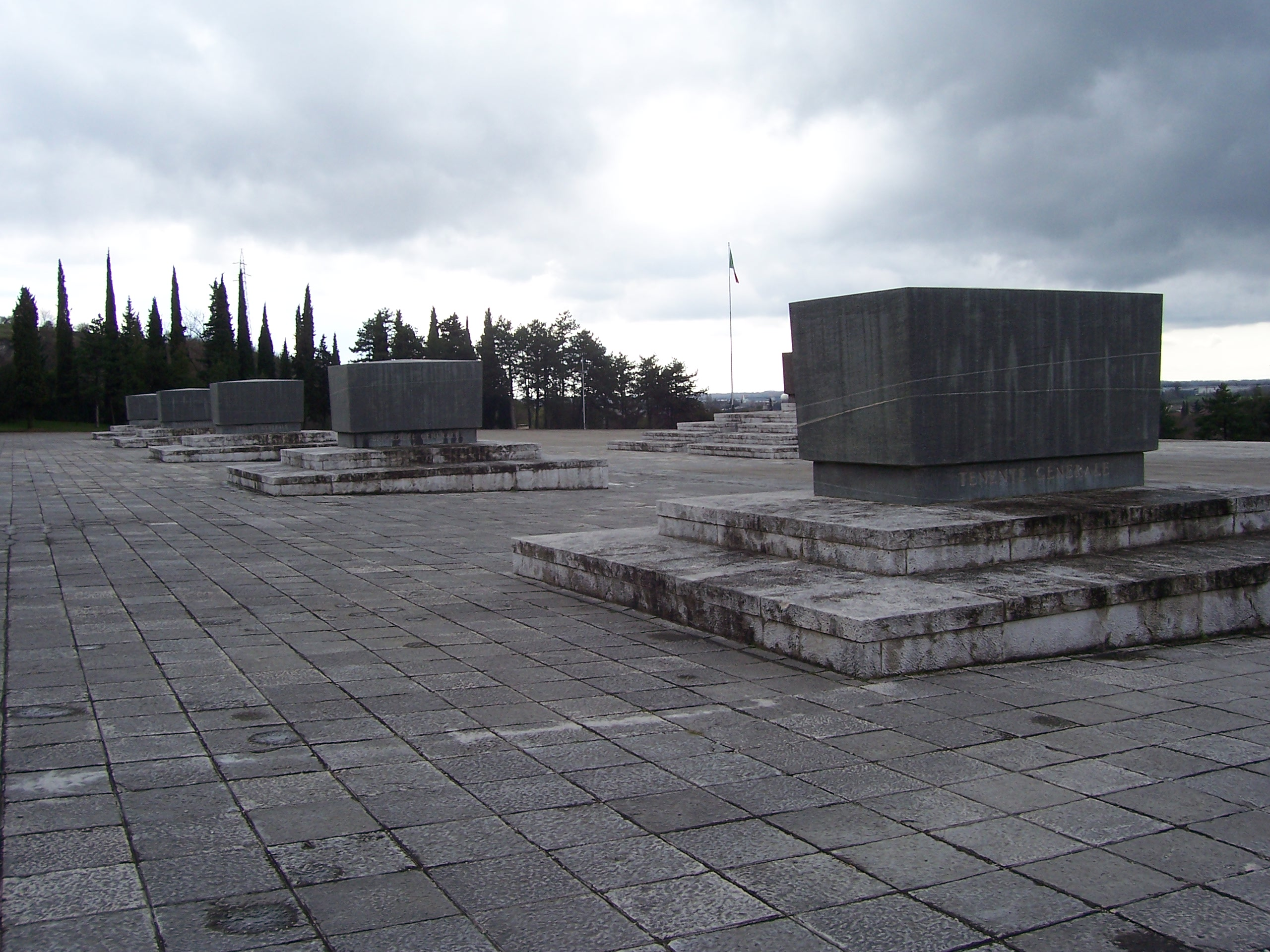
Le tombe dei cinque generali, con sullo sfondo centrale quella del Duca d'Aosta.

Nacque a Perugia il 21 aprile 1862. Arruolatosi nel Regio Esercito, entrò come Allievo ufficiale nella Regia Accademia Militare di Fanteria e Cavalleria di Modena, dalla quale uscì nel 1882 con il grado di sottotenente assegnato all'arma di fanteria, in forza al 44º Reggimento fanteria.  Nel 1894 fu trasferito dall'84º Reggimento fanteria all'83°,
Nel 1903 risultava assegnato come capitano allo Stato maggiore della Divisione militare di Genova, e nel 1906 fu trasferito dal 54º Reggimento fanteria al 46°.
Nel 1908 risultava in servizio presso il 46º Reggimento fanteria della Brigata Reggio, allora al comando del maggiore generale Felice de Chaurand de Saint Eustache.
Fu promosso maggiore il 1 aprile 1909, e tenente colonnello il 2 ottobre 1913. All'atto dell'entrata in guerra del Regno d'Italia, avvenuta il 24 maggio 1915, comandava il II Battaglione del 15º Reggimento fanteria della Brigata Savona, allora al comando del maggiore generale Camillo Morra. Il 24 luglio dello stesso anno fu nominato comandante del 3º Reggimento fanteria della Brigata Piemonte, ricoprendo tale incarico fino al 10 luglio 1916, quando venne sostituito dal colonnello Giuseppe Donaudi.
Divenuto colonnello brigadiere, il 3 agosto 1916 assunse il comando della Brigata Puglie, in sostituzione del colonnello Pietro Agliana, e il 28 dicembre dello stesso anno venne insignito della Croce di Cavaliere dell'Ordine militare di Savoia "motu proprio" del Re Vittorio Emanuele III. Con Decreto Luogotenenziale del 31 maggio 1917 fu promosso al grado di maggior generale.
Rimasto gravemente ferito in combattimento a Flondar, nei pressi del massiccio del Monte Ermada il 4 giugno 1917, fu catturato sul campo di battaglia e trasportato presso l'ospedale di Duino, dove si spense il giorno 22 dello stesso mese. Seppellita inizialmente nel cimitero di guerra di Ronchi dei Legionari, l'11 novembre 1938 la salma venne traslata e tumulata nel Sacrario militare di Redipuglia,  dove si trova tuttora insieme a quelle del generale d'armata Emanuele Filiberto di Savoia-Aosta, comandante della 3ª Armata, dei tenenti generali Antonio Edoardo Chinotto, Giuseppe Paolini e Giovanni Prelli, del brigadiere generale Tommaso Monti, e di altri 100.187 caduti della prima guerra mondiale, di cui 39.857 noti e 60.330 ignoti. Sposato con la signora Francesca Gorreta, la coppia ebbe tre figlie, Adelia, Erminia, e Margherita.
Una targa alla memoria è stata affissa il 30 ottobre 1923 in via Deliziosa da parte dell'Amministrazione Comunale di Perugia.

## Pubblicazioni
- Cenni storici ed aneddotici del 54º Reggimento fanteria (Brigata Umbria), Stabilimento TipoLitografico Garda, Ivrea, 1906.[16]

### Fonti
1. 1 2 3  Riera 2015, p. 14.
2. ↑  Gazzetta Ufficiale del Regno d'Italia n.46 del 23 febbraio 1882, pag.822.
3. ↑  Gazzetta Ufficiale del Regno d'Italia n.76 del 30 marzo 1894, pag.1380.
4. ↑   Annuario Militare del Regno d'Italia anno 1908. Volume I, 1903,  p. 3950. URL consultato il 14 settembre 2019.
5. ↑   Annuario Militare del Regno d'Italia anno 1908. Volume I, 1906,  p. 532. URL consultato il 14 settembre 2019.
6. ↑   Annuario Militare del Regno d'Italia anno 1908. Volume I, 1908,  p. 380. URL consultato il 14 settembre 2019.
7. ↑  Gazzetta Ufficiale del Regno d'Italia n.109 dell'8 maggio 1909, pag.2280.
8. ↑  Gazzetta Ufficiale del Regno d'Italia n.245 del 21 ottobre 1913, pag.6556.
9. ↑   Bollettino ufficiale delle nomine, promozioni e destinazioni negli ufficiali e sottufficiali del R. esercito italiano e nel personale dell'amministrazione militare, 1917,  p. 3681. URL consultato il 14 settembre 2019.
10. 1 2  Rampelli.
11. ↑  Da Il generale Fulvio Riccieri, in Il Resto del Carlino n.184, anno XVIII, Bologna, 3 luglio 1917, pag.I.
12. ↑   Bollettino ufficiale delle nomine, promozioni e destinazioni negli ufficiali e sottufficiali del R. esercito italiano e nel personale dell'amministrazione militare, 1917,  p. 16. URL consultato il 18 settembre 2019.
13. ↑  Sito web del Quirinale: dettaglio decorato.
14. ↑   Bollettino ufficiale delle nomine, promozioni e destinazioni negli ufficiali e sottufficiali del R. esercito italiano e nel personale dell'amministrazione militare, 1922,  p. 2694. URL consultato il 14 settembre 2019.
15. ↑   Bollettino ufficiale delle nomine, promozioni e destinazioni negli ufficiali e sottufficiali del R. esercito italiano e nel personale dell'amministrazione militare, 1919,  p. 3026. URL consultato il 14 settembre 2019.
16. ↑  Indice generale della Rivista Militare Italiana dall'anno 1881 al 1906, Voghera Carlo Tipografo di S.M., Roma, Indice 1906 pag.VIII.